# Kirk Jones (Regisseur)

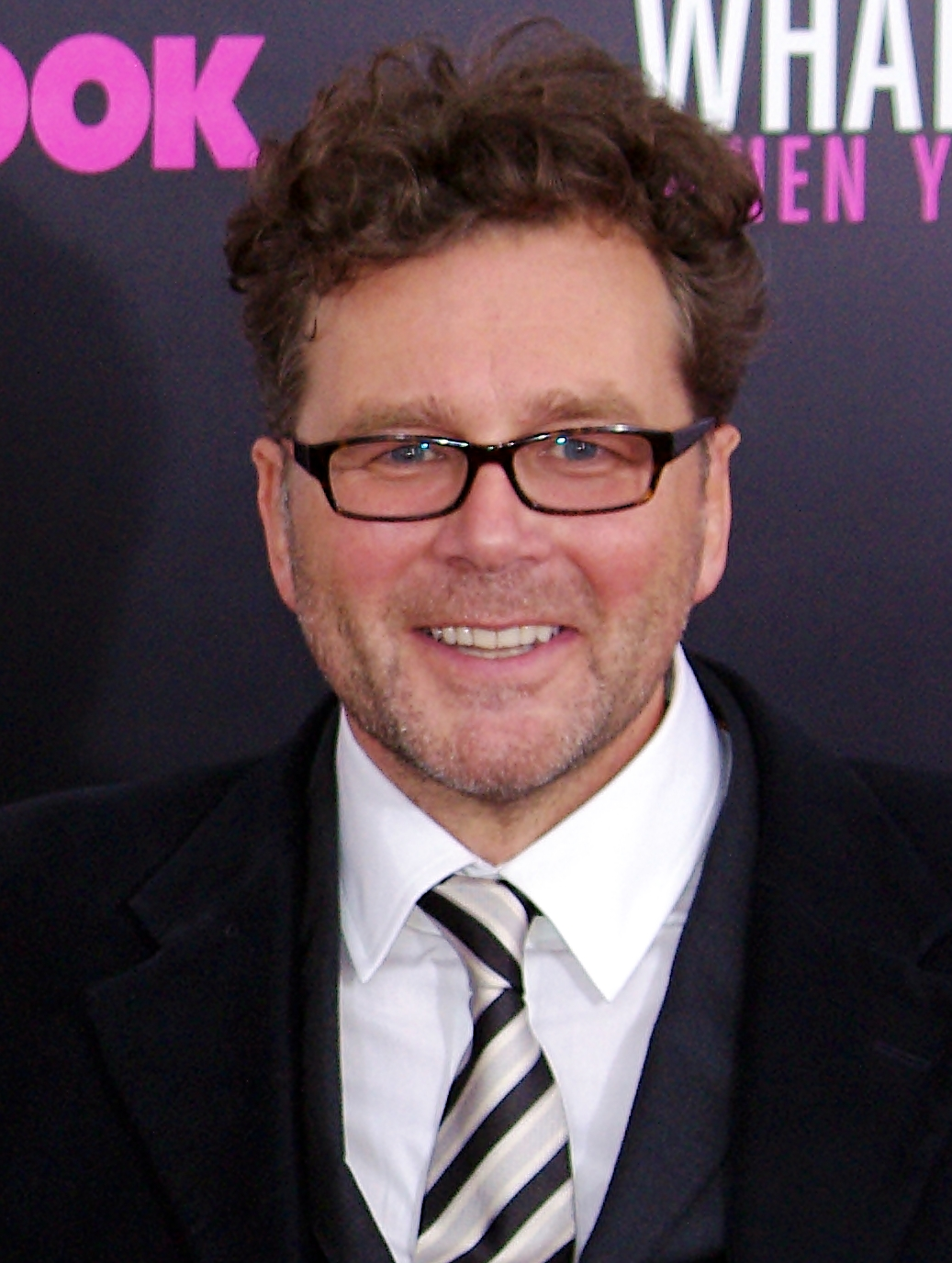
Kirk Jones (2012)

Kirk Jones (* 30. November 1963 in Bristol, England) ist ein britischer Filmregisseur und Drehbuchautor. Mit dem Film Lang lebe Ned Devine! aus dem Jahr 1998 gab er sein Regie- und Drehbuchdebüt. Für diese Produktion wurde er auf mehreren Filmfestivals ausgezeichnet. Vier weitere Filmprojekte folgten. Ende März 2016 erschien die von ihm inszenierte Fortsetzung von My Big Fat Greek Wedding.

## Filmografie
- 1998: Lang lebe Ned Devine! (Waking Ned Devine)
- 2005: Eine zauberhafte Nanny (Nanny McPhee)
- 2009: Everybody’s Fine
- 2012: Was passiert, wenn’s passiert ist (What to Expect When You’re Expecting)
- 2016: My Big Fat Greek Wedding 2